# フィル・アップチャーチ
フィル・アップチャーチ（Phil Upchurch、1941年7月19日 - ）は、アメリカのジャズおよびブルース・ギタリスト、ベーシスト。

## 略歴
アップチャーチはクール・ジェンツ、ザ・デルズ、ザ・スパニエルズでキャリアをスタートし、その後、カーティス・メイフィールド、オーティス・ラッシュ、ジミー・リードと仕事をした（クール・ジェンツのメンバー、ディー・クラークとの関係は、クラークの1961年のソロ・ヒット曲「Raindrops」でギターを演奏するなど、その後も続いた）。それから、シカゴに戻り、ウディ・ハーマン、スタン・ゲッツ、リチャード・グルーヴ・ホルムズ、B.B.キング、ディジー・ガレスピーらと演奏し、レコーディングを行った。
1961年、フィリップ・アップチャーチ・コンボによるシングル「You Can't Sit Down」は100万枚以上を売り上げ、ゴールド・ディスクを獲得した。「You Can't Sit Down, Part 2」はアメリカのビルボード・チャートで最高29位を記録。そしてファースト・アルバムをリリースした。1960年代にはオスカー・ブラウンとツアーを行い、1965年のライブ・アルバム『Mr. Oscar Brown Jr. Goes to Washington』に参加した。1960年代半ばには、チェス・レコードのハウス・ギタリストとなり、ザ・デルズ、ハウリン・ウルフ、マディ・ウォーターズ、ジーン・チャンドラーと共演した。ジョン・リー・フッカー、グローヴァー・ワシントン・ジュニア、キャノンボール・アダレイとも演奏している。アップチャーチは、チェス傘下のカデット・レーベルでロータリー・コネクションと共に演奏する以前、1960年代にザ・ソウルフル・ストリングスと呼ばれるグループの一員を務めていた。
1970年代、ダニー・ハサウェイ、ハーヴィー・メイソン、ラムゼイ・ルイス、クインシー・ジョーンズと共演し、テニソン・スティーヴンスと自身のカルテットを率いた。ブルー・サム・レコードの創設者であるボブ・クラスノーとトミー・リピューマに出会い、アルバム『ダークネス・ダークネス』をリリースした。アップチャーチはダニー・ハサウェイの「This Christmas」と「The Ghetto」で演奏。ハサウェイのアルバム『ライヴ』（1972年）でもギターを演奏した。1970年代半ばから1980年代にかけては、ジョージ・ベンソン、モーズ・アリソン、ゲイリー・バートン、レニー・ブロウ、ジョー・ウィリアムス、チャカ・カーン、ナタリー・コール、カーメン・マクレエ、キャット・スティーヴンス、デイヴィッド・サンボーン、マイケル・ジャクソンと共演した。1990年代にはジミー・スミスやジャック・マクダフと仕事をしている。

## ディスコグラフィ

### リーダー・アルバム
- 『ユー・キャント・シット・ダウン』 - You Can't Sit Down, Part Two (1961年、Boyd/United Artists)
- The Big Hit Dances: The Twist... (1962年、United Artists)
- 『フィーリング・ブルー』 - Feeling Blue: The Phil Upchurch Guitar Sound (1967年、Milestone)
- 『アップチャーチ』 - Upchurch (1969年、Cadet/Chess) ※with ダニー・ハサウェイ (ピアノ)
- 『ザ・ウェイ・アイ・フィール』 - The Way I Feel (1970年、Cadet/Chess/GRT)
- 『ダークネス・ダークネス』 - Darkness Darkness (1972年、Blue Thumb)
- 『ラヴィン・フィーリング』 - Lovin' Feeling (1973年、Blue Thumb)
- 『フィル・アップチャーチ&テニソン・スティーブンス』 - Upchurch/Tennyson (1975年、Kudu/CTI) ※with テニソン・スティーヴンス
- 『フィル・アップチャーチの真髄』 - Phil Upchurch (1978年、Marlin/TK) ※ジョン・トロペイ & ジョージ・ベンソン・プロデュース
- 『フリー&イージー』 - Free & Easy (1981年、JAM [Jazz America Marketing])
- 『リヴェレイション』 - Revelation (1982年、JAM)
- 『ネーム・オブ・ザ・ゲーム』 - Name of the Game (1983年、JAM)
- 『コンパニオンズ』 - Companions (1984年、JAM)[2]
- 『フィル・アップチャーチ・プレゼンツ L.A.ジャズ・クインテット』 - Phil Upchurch Presents L.A. Jazz Quintet (1986年、Pro Arte/Intersound) ※with ブランダン・フィールズ、ボビー・ライル、ブライアン・ブロンバーグ、ハーヴィー・メイソン
- 『ドルフィン・ダンス』 - Dolphin Dance (1987年、Sound Service)
- 『ミッドナイト・ブルー』 - Midnite Blue (1991年、Electric Bird/King [Japan]) ※JAMレーベル時代のコンピレーション
- 『オール・アイ・ウォント』 - All I Want (1991年、Ichiban)
- 『ホワットエヴァー・ハプンド・トゥ・ザ・ブルース』 - Whatever Happened To The Blues (1991年、Ridgetop/Bean Bag/Go Jazz)
- 『ラヴ・イズ・ストレンジ』 - Love Is Strange (1995年、Ridgetop/Bean Bag/Go Jazz)
- Rhapsody & Blues (1999年、Go Jazz) ※with フィル＝ハーモニック・オーケストラ
- 『テル・ザ・トゥルース』 - Tell the Truth! (2001年、Evidence) ※カーラ・オルソン・プロデュース
- Truly (2005年、Wondervision) ※with ソーニャ・マドックス
- Impressions Of Curtis Mayfield (2012年、BFM Jazz/Varese Sarabande) ※Jazz Soul Seven名義

### ザ・ソウルフル・ストリングス
- 『ペイント・イット・ブラック』 - Paint It Black (1966年、Cadet/Chess)
- 『グルーヴィン・ウィズ・ザ・ソウルフル・ストリングス』 - Groovin' with the Soulful Strings (1967年、Cadet/Chess)
- Another Exposure (1968年、Cadet/Chess)
- 『ザ・マジック・オブ・クリスマス』 - The Magic of Christmas (1968年、Cadet/Chess)
- Back by Demand: The Soulful Strings in Concert (1969年、Cadet/Chess)
- String Fever (1969年、Cadet/Chess)
- Play Gamble-Huff (1971年、Cadet/Chess/GRT)
- The Best of the Soulful Strings (1972年、Cadet/Chess/GRT) ※コンピレーション

### 参加アルバム
モーズ・アリソン
- 『アメリカの夢』 - Middle Class White Boy (1982年、Elektra Musician)

アニタ・ベイカー
- Christmas Fantasy (2005年、Blue Note)

ジョージ・ベンソン
- 『バッド・ベンソン』 - Bad Benson (1974年、CTI)
- 『グッド・キング・バッド』 - Good King Bad (1976年、CTI)
- 『ブリージン』 - Breezin' (1976年、Warner Bros.)
- 『イン・フライト』 - In Flight (1977年、Warner Bros.)
- 『インサイド・ユア・ラヴ』 - Livin' Inside Your Love (1979年、Warner Bros.)

オスカー・ブラウン
- Mr. Oscar Brown Jr. Goes to Washington (1965年、Fontana)

ピーボ・ブライソン & ナタリー・コール
- 『愛あるハーモニー』 - We're the Best of Friends (1979年、Capitol)

ディー・クラーク
- "Raindrops" (1961年、Vee Jay) ※シングル

ナタリー・コール
- 『琥珀のときめき』 - Unpredictable (1977年、Capitol)
- 『愛する人へ』 - I Love You So (1979年、Capitol)
- 『ホリー・アンド・アイヴィ〜ナタリーとクリスマス』 - Holly & Ivy (1994年、Elektra)

ボブ・ディラン
- 『クリスマス・イン・ザ・ハート』 - Christmas in the Heart (2009年、Columbia)

シーナ・イーストン
- 『ノー・ストリングス』 - No Strings (1993年、MCA)

スタン・ゲッツ
- 『プレイズ・バート・バカラック』 - What the World Needs Now: Stan Getz Plays Burt Bacharach and Hal David (1968年、Verve)

ディジー・ガレスピー
- 『ザ・リアル・シング』 - The Real Thing (1969年、Perception)

ダニー・ハサウェイ
- 『新しきソウルの光と道』 - Everything Is Everything (1970年、Atco)
- 『ダニー・ハサウェイ』 - Donny Hathaway (1971年、Atco)
- 『ライヴ』 - Live (1972年、Atco)
- 『愛と自由を求めて』 - Extension of a Man (1973年、Atco)

レッド・ホロウェイ
- Standing Room Only (2000年、Chiaroscuro)

ハウリン・ウルフ
- 『ハウリン・ウルフ・アルバム』 - The Howlin' Wolf Album (1969年、Cadet Concept)
- 『ザ・ロンドン・ハウリン・ウルフ・セッションズ』 - The London Howlin' Wolf Sessions (1971年、Chess) ※with エリック・クラプトン、ビル・ワイマン、チャーリー・ワッツ、スティーヴ・ウィンウッド、リンゴ・スター

マイケル・ジャクソン
- 『オフ・ザ・ウォール』 - Off the Wall (1979年、Epic)

チャカ・カーン
- 『恋するチャカ』 - Chaka (1978年、Warner Bros.)
- 『ノーティ』 - Naughty (1980年、Warner Bros.)

ヒューバート・ロウズ
- 『シカゴ・テーマ』 - The Chicago Theme (1974年、CTI)

ラムゼイ・ルイス
- 『ゼム・チェインジズ』 - Them Changes (1970年、Cadet/GRT)

ジャック・マクダフ
- 『ザ・ナチュラル・シング』 - The Natural Thing (1968年、Cadet)
- 『ヒーティン・システム』 - The Heatin' System (1971年、Cadet/GRT)
- Magnetic Feel (1975年、Cadet/GRT)
- Kisses (1981年、Sugar Hill)

カーメン・マクレエ
- 『ファイン・アンド・メロウ』 - Fine and Mellow: Live at Birdland West (1987年、Concord)

ジミー・リード
- 『ソウルイン』 - Soulin'  (1967年、BluesWay)
- Big Boss Man (1968年、BluesWay)
- Down in Virginia (1969年、BluesWay)

ミニー・リパートン
- 『カム・トゥ・マイ・ガーデン』 - Come to My Garden (1970年、GRT)
- 『ミニー〜ミニーと出会ったら』 - Minnie (1979年、Capitol)

ロータリー・コネクション
- Rotary Connection (1968年、Cadet Concept)

ベン・シドラン
- 『ドント・レット・ゴー』 - Don't Let Go (1974年、Blue Thumb)

ジミー・スミス
- 『ステイ・ルース』 - Stay Loose (1968年、Verve)
- 『プライム・タイム 』 - Prime Time (1989年、Milestone)
- 『サム・シリアス・ブルース』 - Sum Serious Blues (1993年、Milestone)
- 『ドット・コム・ブルース』 - Dot Com Blues (2000年、Blue Thumb)
- Black Cat (2001年、Castle Pie)

マディ・ウォーターズ
- 『エレクトリック・マッド』 - Electric Mud (1968年、Cadet Concept)
- 『アフター・ザ・レイン』 - After The Rain (1969年、Cadet Concept)